# Frank Ellsworth Doremus

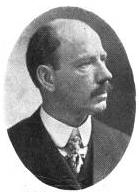
Frank Ellsworth Doremus

Frank Ellsworth Doremus (* 31. August 1865 im Venango County, Pennsylvania; † 4. September 1947 in Howell, Michigan) war ein US-amerikanischer Politiker. Zwischen 1911 und 1921 vertrat er den Bundesstaat Michigan im US-Repräsentantenhaus.

## Leben
Frank Doremus besuchte die öffentlichen Schulen in Portland. Nach einem anschließenden Jurastudium am Detroit College of Law und seiner Zulassung als Rechtsanwalt begann er ab 1899 in Detroit in seinem neuen Beruf zu arbeiten. Zwischenzeitlich war er im Zeitungsgeschäft tätig. Im Jahr 1885 gründete er die Zeitung „Portland Review“,  die er bis 1899 herausgab. Zwischen 1895 und 1899 war er Posthalter in Portland.
Politisch war Doremus Mitglied der Demokratischen Partei. Von 1890 bis 1892 saß er als Abgeordneter im Repräsentantenhaus von Michigan. Zwischen 1903 und 1910 bekleidete er einige lokale Ämter in der Stadtverwaltung von Detroit. Bei den Kongresswahlen des Jahres 1910 wurde er im ersten Wahlbezirk von Michigan in das US-Repräsentantenhaus in Washington, D.C. gewählt, wo er am 4. März 1911 die Nachfolge des Republikaners Edward Denby antrat. Nach vier Wiederwahlen konnte er bis zum 3. März 1921 fünf Legislaturperioden im Kongress absolvieren. In diese Zeit fiel der Erste Weltkrieg. Außerdem wurden damals der 16., der 17., der 18. Zusatzartikel zur Verfassung der Vereinigten Staaten und der 19. Verfassungszusatz im Kongress verabschiedet.
Nach seinem Ausscheiden aus dem US-Repräsentantenhaus war Frank Doremus in den Jahren 1923 und 1924 als Nachfolger von John C. Lodge Bürgermeister von Detroit. Danach arbeitete er in Fowlerville als Rechtsanwalt. Er starb am 4. September 1947 in Howell und wurde in Detroit beigesetzt. Seit 1890 war er mit Libby Hatley verheiratet, mit der er einen Sohn hatte.